# Late berkenmineermot
De late berkenmineermot (Stigmella luteella) is een vlinder uit de familie dwergmineermotten (Nepticulidae). De wetenschappelijke naam is voor het eerst geldig gepubliceerd in 1857 door Stainton.
De soort komt voor in Europa.